# 尋找愛情的下落
《尋找愛情的下落》（德語：Vom Suchen und Finden der Liebe）是一部2005年的喜劇電影。主角米米和韦努斯的愛情故事取材自俄耳甫斯傳說的神话背景。劇本由海穆特·迪特和徐四金合作創作。

## 剧情

### 主線
作曲家米米·纳赫蒂加尔在一个偶然的夜晚邂逅了歌手韦努斯·莫根施特恩，两人从此疯狂地爱上了对方。米米为韦努斯创作歌曲，最终将歌曲推向市场，这不仅开启了两人的個人关系，也开启了两人的音乐关系。
然而，不断的争吵给这段感情蒙上了阴影，最终在一次颁奖典礼上，两人当众爭吵，导致分手。
米米对这段分离感到非常痛苦，于是他退居到特奥·斯托科夫斯基在希腊小岛上的度假屋，在那里自杀身亡。
在前往冥界的途中，众神的使者赫耳墨斯陪伴着他。赫耳墨斯在片中被描绘成一个雌雄同體的双性恋者，既能以男性形象出现，也能以女性形象出现，他唯一的目標就是使米米在冥界的生活变得美好。
他多次企图引诱米米，但没有成功，因为米米仍然與韦努斯有精神上的聯繫。
与此同时，韦努斯和她的新经纪人哈里继续着她的事业。她和哈里建立了关系，却始终无法忘记米米。韦努斯在一次现场表演中，唱起米米写的成名曲《愛在哪裡……》时，晕倒了。
在医院里，她决定回到米米身边，因为她不能没有米米。她动身前往希腊，通过一口井进入冥界，将米米从那里带回来。
到了那里，她用歌声将米米从赫耳墨斯手中解救出来，两人被允许回到他们的世界，条件是韦努斯在途中不要四处寻找她的爱人米米。一次琐碎的争吵让韦努斯不经意地打破了条件——她转过身去找米米。现在韦努斯永远失去了他，米米必须回到冥界，而韦努斯则回到人间。
多年后，米米获得了“三小時逗留许可”，与韦努斯对话告别过去。
韦努斯在简短的谈话中认出了他，並且在告別時也說出了他的名字。米米意识到，他的伟大热恋只留下了温柔而略带痛苦的回忆。

### 支线
故事以幽默的方式讲述了斯托科夫斯基夫妇的婚姻危机。这对夫妻在感情上渐行渐远。沮丧的海伦娜开始与一位心理治疗师偷情，特奥则与希腊牧羊女，度假屋的看守人卡吕普索偷情。他们伴侣彼此不为人知的这一面让斯托科夫斯基夫妇重新吸引了对方。

## 音樂
音樂在整部電影中發揮著重要作用，尤其是在米米和韦努斯的生活中。
- 韦努斯從一個不成功的歌唱學生變成了一個成功的香颂歌手，她的歌声充斥着音樂廳。
- 米米為韦努斯創作了歌曲。

### 奥菲欧与尤丽狄茜
当米米服药自杀时，他用钢琴弹奏了克里斯托夫·维利巴尔德·格鲁克的歌剧《奥菲欧与尤丽狄茜》中的旋律“Ach, ich habe sie verloren/Che faró senza Euridice”。韦努斯的新经纪人录下了这段旋律，想要将其改编为现代版本。此外，还有贾科莫·普契尼歌剧《托斯卡》（“E lucevan le stelle”的主题，即第三幕中卡瓦拉多希充满爱意和思念的告别之歌）和《蝴蝶夫人》的选段。